# Merocroca automima
Espèce
Merocroca automima est une espèce de lépidoptères (papillons) de la famille des Oecophoridae.
On la trouve en Australie.